# Pepe San Román
José Alfredo Pérez San Román (né en 1930 et mort le 10 septembre 1989) connu sous le nom de Pepe San Román, est l'ancien commandant des troupes terrestres de la Brigade 2506 lors de l'invasion de la Baie des Cochons à Cuba en avril 1961. Pérez était le nom de famille de son père.

## Biographie
Il s'enrôle dans l'armée cubaine en 1949 après avoir obtenu son diplôme d'études secondaires, lorsque des problèmes financiers l'obligent à abandonner ses études d'architecture à l'université de La Havane. En 1950, il est accepté comme cadet à l'Académie militaire et, trois ans plus tard, obtient son diplôme avec mention et est promu sous-lieutenant dans l'infanterie. Peu de temps après, il partit pour les États-Unis, dans le cadre d'un programme d'assistance américaine aux forces armées cubaines. Aux États-Unis, il a suivi un cours de génie de combat pour les officiers de terrain. Il a passé quelque temps à Fort Belvoir, en Virginie. Au cours des quatre années suivantes, de 1954 à 1958, San Román est instructeur dans le corps du génie de combat. En 1956, il est promu premier lieutenant, commandant en second d'une compagnie. Il est allé au centre d'infanterie de l'armée américaine à Fort Benning, en Géorgie, où il a obtenu son diplôme du cours d'infanterie pour officiers de terrain. En 1957, à Cuba, une armée de guérilla naissante défiait les troupes régulières. Pendant plusieurs mois, San Román a commandé une compagnie dans la zone d'opérations. Là, il ressentait une aversion pour les officiers militaires qui commettaient des abus et des excès contre la population civile.
En 1958, il est nommé professeur à l'Académie militaire. Cette même année, il est promu capitaine et nommé G-3 de la division d'infanterie, poste équivalent à celui de lieutenant-colonel. Il est arrêté en décembre 1958, accusé de complot contre les pouvoirs de l'État. Il avait été impliqué dans une tentative d'assassinat contre Batista. À cause de cela et de son bon dossier de service, San Román a ensuite été libéré et a retrouvé son rang après la révolution cubaine. Il faisait partie de la commission qui a été créée pour nettoyer les forces armées, mais a été arrêté et accusé dans l'affaire 39/59 en avril 1959. San Román avait aidé l'ancien commandant Ricardo Montero Duque à quitter le pays. Montero Duque était recherché par les tribunaux révolutionnaires, accusé d'avoir commis des exactions contre la population civile pendant son service à Oriente. En novembre 1959, Pérez San Román part pour les États-Unis.
En mai 1960, il faisait partie d'un groupe de dix anciens officiers cubains à Miami, en Floride, qui planifiaient une campagne contre le régime de Castro. Ils étaient diplômés de l'académie militaire de Cuba, l'école des cadets. Le 2 juin 1960, San Román et neuf autres « recrues », dont son frère Roberto San Román, ont été transportés par des agents de la CIA sur l'île d'Useppa au large de Fort Myers, en Floride, pour des évaluations physiques et psychologiques. Le 22 juin 1960, San Román et 27 autres personnes ont été emmenées par voie terrestre et aérienne à Fort Gulick, au Panama, pour un entraînement paramilitaire. Le 22 août 1960, il a volé via un avion C-54 de la CIA à San José, au Guatemala.
À la base d'entraînement d'infanterie gérée par la CIA connue sous le nom de « Base de Trax » dans les montagnes près de Retalhuleu, Pepe San Román était responsable de l'entraînement aux armes et à la démolition. Vers novembre 1960, il fut nommé commandant de la brigade 2506 avec environ 430 recrues en formation. Après que la brigade eut cessé de combattre le 19 avril 1961, le troisième jour de l'invasion de la Baie des Cochons, San Román et ses hommes se dispersèrent dans les bois et les marécages. Il a été capturé par la milice cubaine le 25 avril 1961. Il a été libéré de prison et transporté par avion à Miami le 24 décembre 1962. Le 29 décembre 1962, Pepe San Román était sur scène aux côtés du 35e président américain, John F. Kennedy, à l'Orange Bowl de Miami lors de la cérémonie de retour des vétérans capturés de la Brigade 2506. Les autres dirigeants de la Brigade également sur scène à l'occasion étaient José Miró Cardona et Manuel Artime.

### Décès
Pepe Perez San Román s'est suicidé par overdose à Miami, en Floride, le 10 septembre 1989. Il laisse dans le deuil deux fils, Alfredo et Robert ; deux filles, Marisela et Sandra ; un frère, Roberto Pérez San Roman, une sœur, Laly de la Cruz, et cinq petits-enfants.